# Uruk
|  | Denne artikel handler om oldtidsbyen Uruk, orkstammen fra Ringenes Herre se Uruk-hai |
Uruk var en oldtidsby i Sumer, beliggende i Mesopotamien – det moderne Irak. Byen var blandt andet kendt for at være hovedstad for kong Gilgamesh.
Uruk, også kendt som Warka, var en gammel by i Sumer (og senere Babylonien) beliggende øst for det nuværende flodleje af Eufrat-floden på den udtørrede gamle kanal ved Eufrat 30 km øst for det moderne Samawah, Al-Muthannā, Irak.
Uruk er typestedet for Uruk-perioden. Uruk spillede en ledende rolle i den tidlige urbanisering af Sumer i midten af det 4. årtusinde f.Kr. Ved slutfasen af Uruk-perioden omkring 3100 f.Kr., kan byen have haft 40.000 indbyggere, med 80.000-90.000 mennesker, der bor i dens pland, hvilket gør den til det største byområde i verden på det tidspunkt. Den legendariske konge Gilgamesh regerede ifølge kronologien præsenteret i den sumeriske kongeliste Uruk i det 27. århundrede f.Kr. Byen mistede sin primære betydning omkring 2000 f.Kr. i forbindelse med Babyloniens kamp mod Elam, men den forblev beboet gennem seleukiderne (312-63 f.Kr.) og Parthian (227 f.Kr. til 224 e.Kr.), indtil den endelig blev forladt kort før eller efter den islamiske erobring i 633-638.
Ud over at være en af de første byer, var Uruk hovedkraften bag urbanisering og statsdannelse under Uruk-perioden, eller 'Uruk-udvidelsen' (4000-3200 f.Kr.). Denne periode på 800 år så et skift fra små landbrugslandsbyer til et større bycentrum med et fuldtidsbureaukrati, militær og lagdelt samfund. Selvom andre bosættelser eksisterede sideløbende med Uruk, var de generelt omkring 10 hektar, mens Uruk var betydeligt større og mere kompleks. Uruk-periodens kultur som blev udbredt af sumeriske handlende og kolonister havde en effekt på alle omkringliggende folk, som gradvist udviklede deres egne sammenlignelige, konkurrerende økonomier og kulturer. I sidste ende kunne Uruk ikke opretholde langdistancekontrol over kolonier som Tell Brak med militær magt.
- Wikimedia Commons har flere filer relateret til Uruk

31°19′33″N 45°38′15″Ø / 31.3259°N 45.6374°Ø